# Landesamt für Denkmalpflege Sachsen

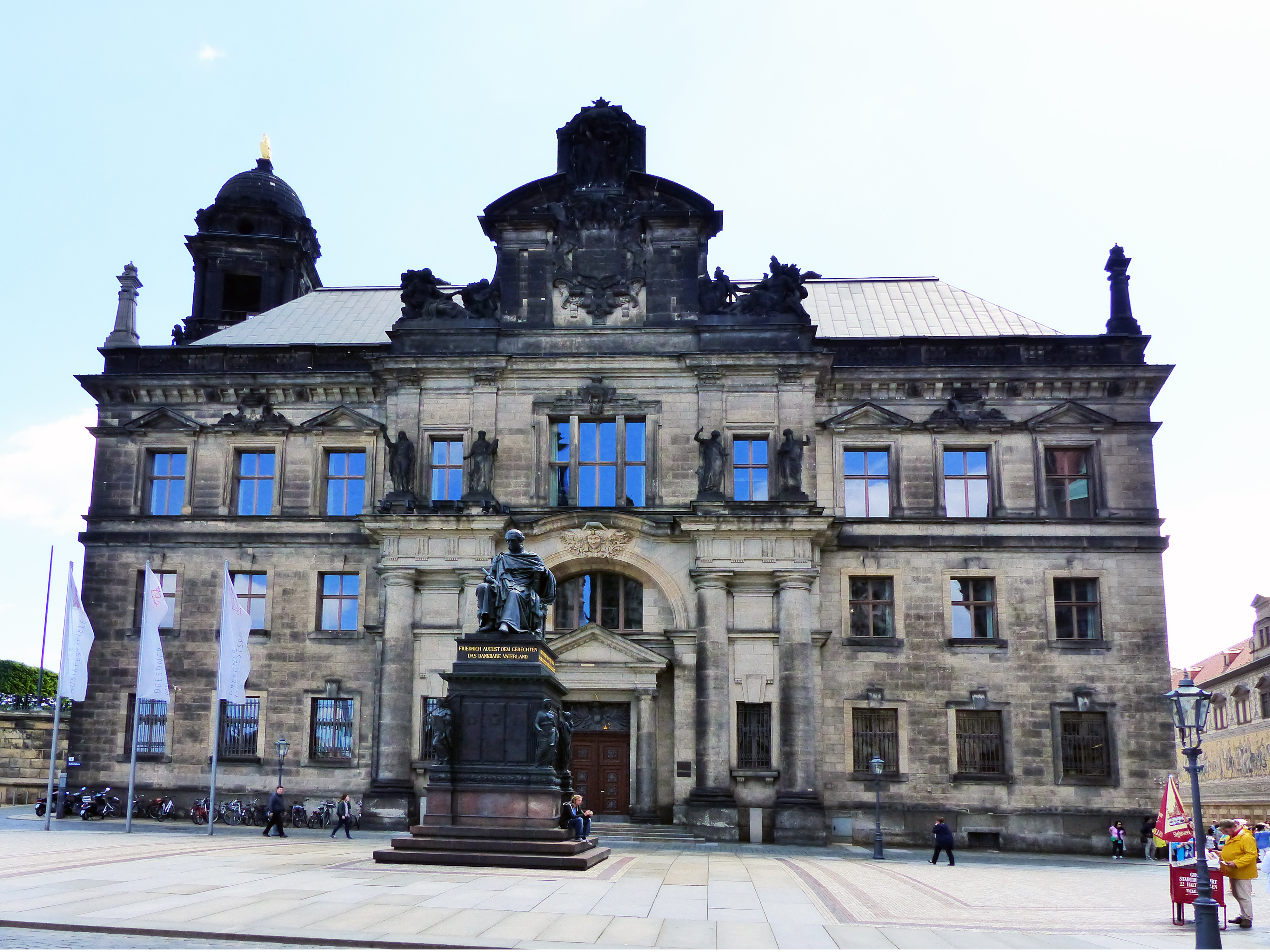
Ständehaus am Schloßplatz, Dresden, Sitz des LfD

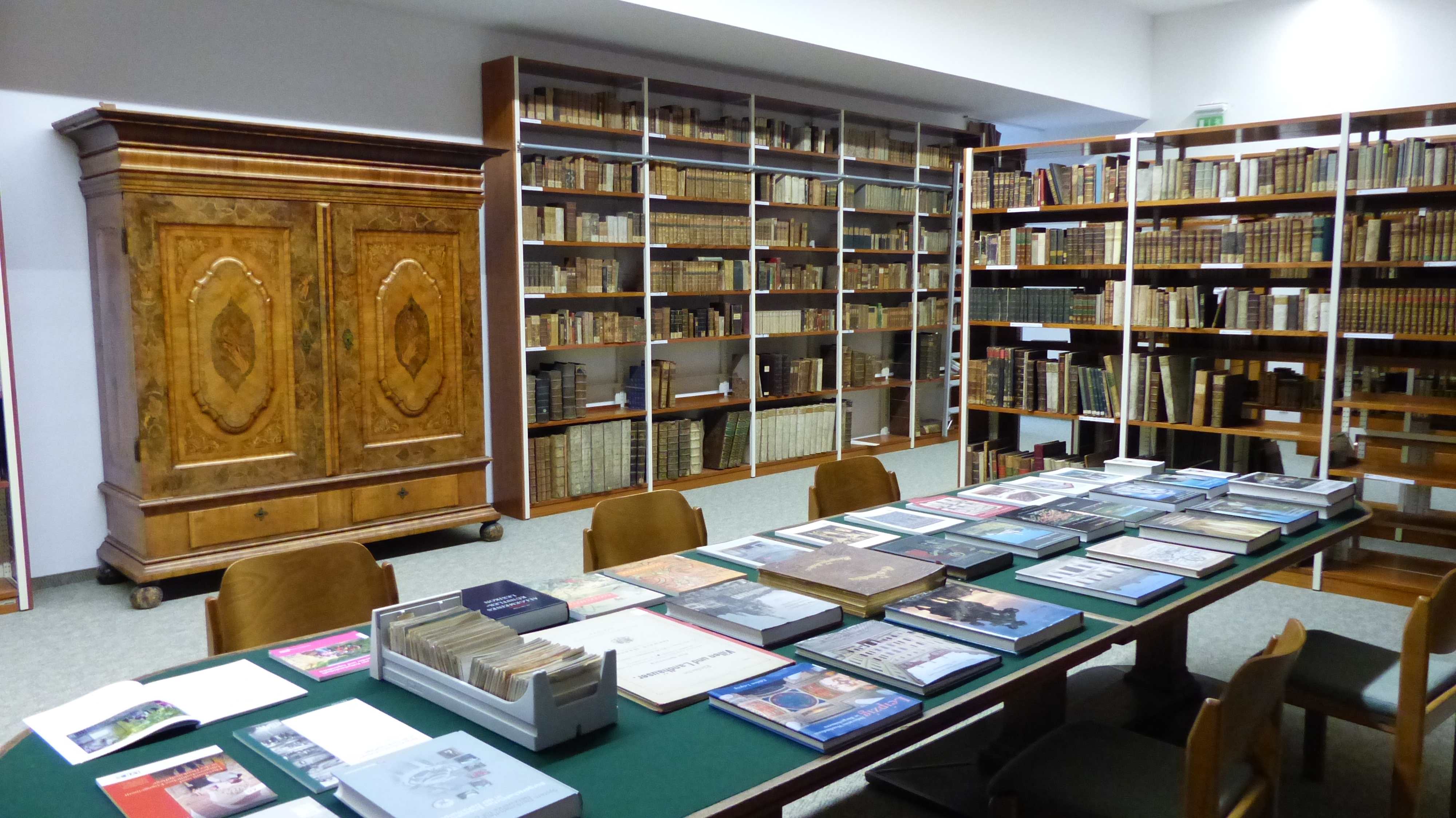
Bibliothek des LfD mit 70–80.000 bibliothekarischen Einheiten und 30.000 grafischen Blättern

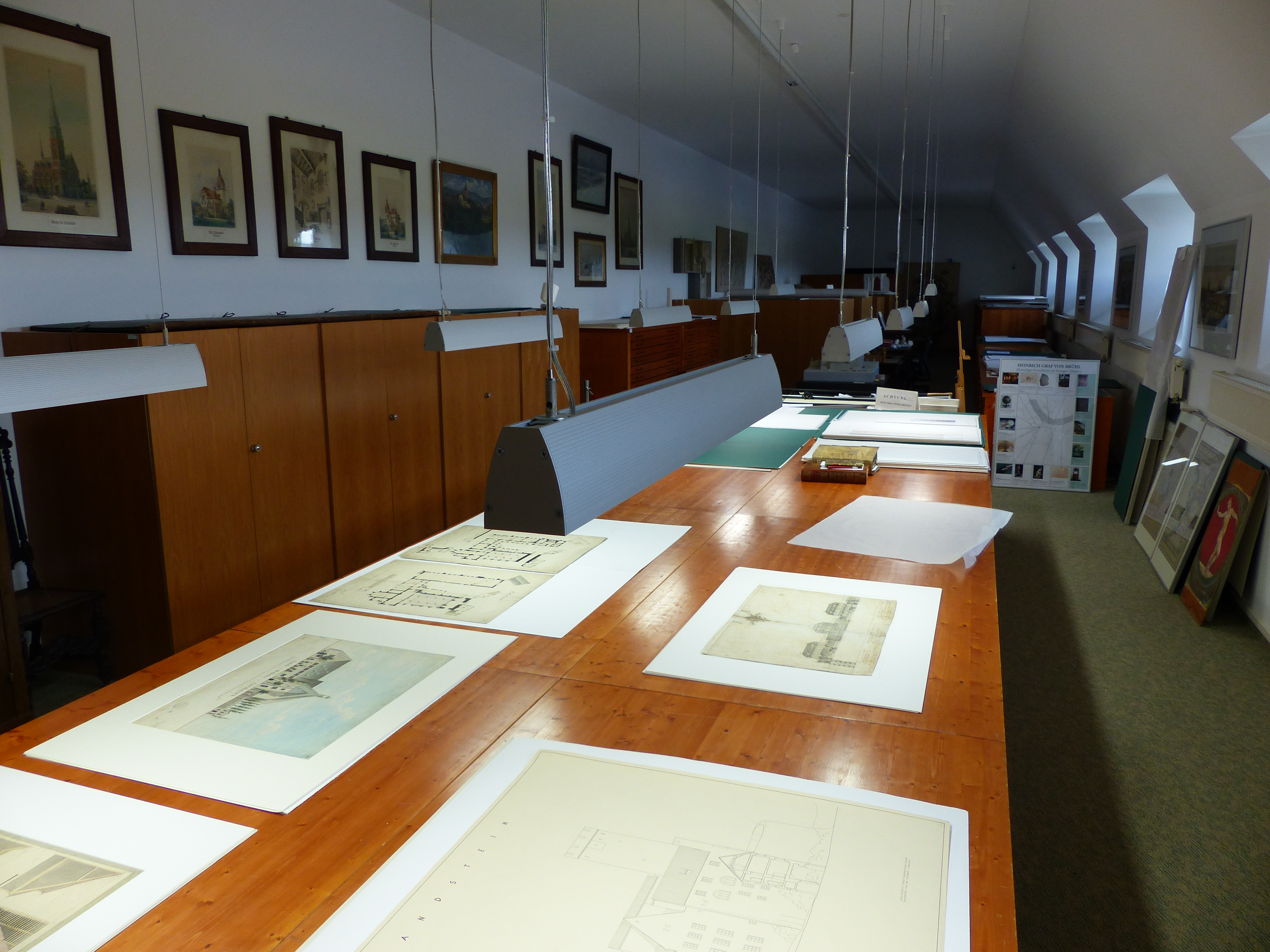
Plansammlung des LfD mit 90.000 Dokumenten

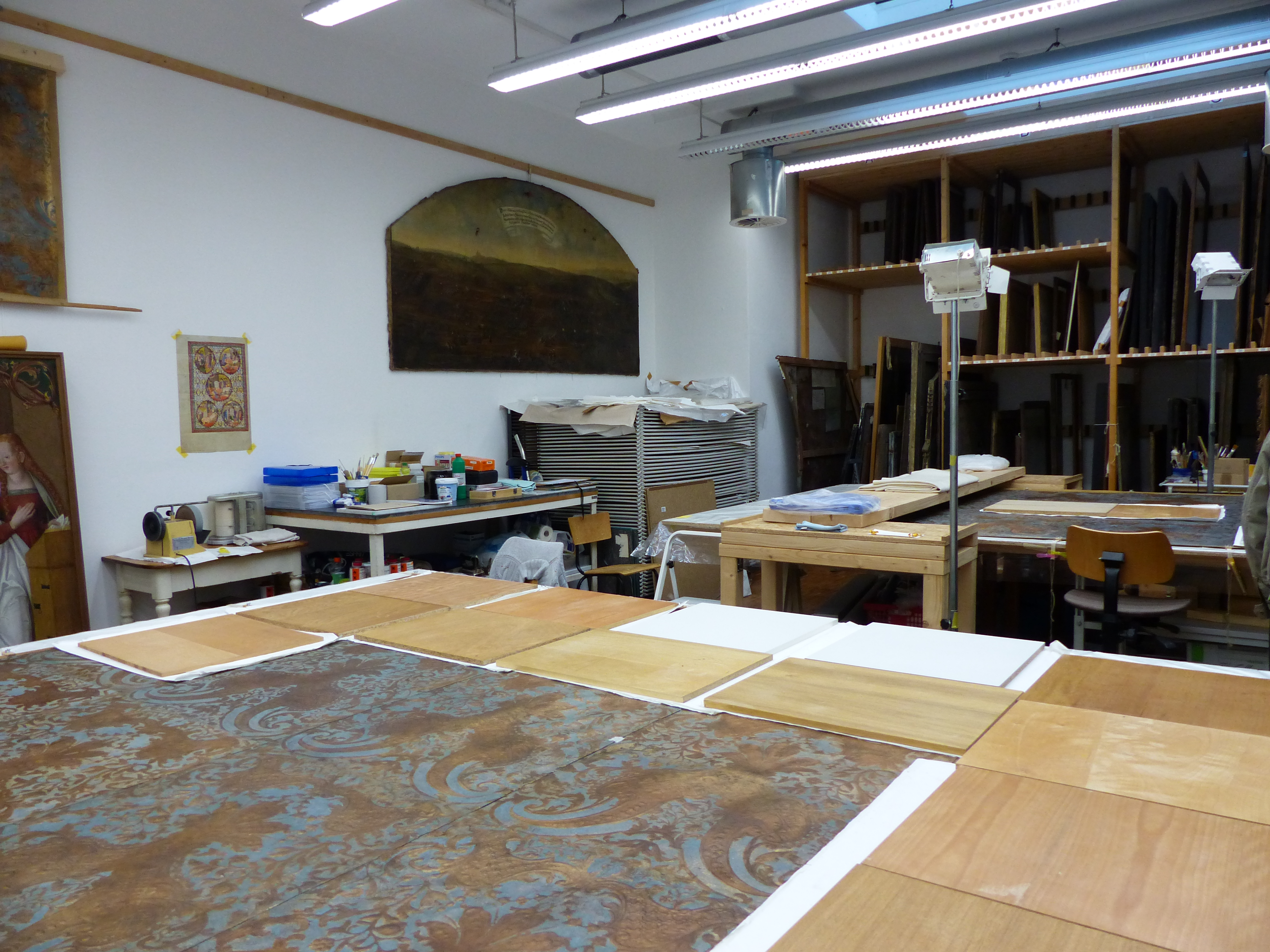
Beratung zur Restaurierung

Das Landesamt für Denkmalpflege Sachsen in Dresden ist eine der beiden Denkmalfachbehörden des Freistaates Sachsen. Zu den Aufgaben des Landesamtes gehören die Erforschung, der Schutz und Erhalt der Kulturdenkmale im Freistaat Sachsen. Das Landesamt für Denkmalpflege ist dem Sächsischen Staatsministerium für Regionalentwicklung unterstellt.
Das Landesamt ist, zusammen mit dem Oberlandesgericht Dresden und Teilen des Landtags, im Dresdner Ständehaus untergebracht.

## Rechtliche Grundlage
Der Freistaat Sachsen regelt im Sächsischen Denkmalschutzgesetz den Erhalt und die Pflege von kulturell schützenswerten Sachen. Oberste Denkmalschutzbehörde ist das Sächsische Staatsministerium des Innern. Neben dem Landesamt für Archäologie tritt das Landesamt für Denkmalpflege als Denkmalfachbehörde in Sachsen auf.

## Gliederung und Aufgaben
Das Landesamt besteht neben der Verwaltung aus den zwei Abteilungen
- Gebietsdenkmalpflege
- Wissenschaftliche Fachdienste

Gebietsdenkmalpflege dient der Umsetzung der gesetzlichen Ziele der Erhaltung und der Pflege von Kulturdenkmalen. Dafür tritt sie gegenüber den Denkmalbesitzern beratend und in Genehmigungsverfahren als Sachverständige auf. Für spezielle Themen, wie Städtebau, Technische Denkmale etc. besitzt die Abteilung landesweit eingesetzte Referenten.
Die Abteilung „Wissenschaftliche Fachdienste/Publikationen“ führt die Inventarisierung für das Landesamt durch. Inventarisierung meint die Aufnahme von Sachen, die als Denkmal erkannt wurden, in ein Verzeichnis. Das Landesamt kann Gemeinden vorschlagen, durch kommunale Satzung Denkmalschutzgebiete auszuweisen. Zur Bibliothek, die durch die Abteilung geführt wird, gehören etwa 60.000 Bestandseinheiten.
Das Referat „Restaurierung“ bietet fachliche Unterstützung bei der Restaurierung von beweglichem Kunstgut und Raumausstattung sowie baugebundener Kunst und bei der Steinkonservierung.

### Denkmalliste
Das Landesamt für Denkmalpflege Sachsen hat den gesetzlichen Auftrag, die Liste der Kulturdenkmale zu erarbeiten (SächsDSchG § 10). Damit sollen aktuelle Informationen zum Denkmalbestand gegeben werden. Eine Streichung aus der Denkmalliste erfolgt dort generell erst nach vollzogenem Abriss, nicht bereits mit der denkmalrechtlichen Genehmigung für einen Abriss. Die Denkmalliste enthält daher auch ungeschützte Kulturdenkmale.

## Landeskonservatoren
- 1920–1949: Walter Bachmann
- 1949–1952: Hans Nadler

1952 erfolgte die Neuordnung des Denkmalschutzbetriebes, wobei die Stelle des Landeskonservators abgeschafft wurde. Die Stelle des Leiters der Arbeitsstelle Dresden des Instituts für Denkmalpflege hatte von 1952 bis 1982 Hans Nadler inne, von 1982 bis 1993 folgte Gerhard Glaser. 1993 wurde die Stelle des Landeskonservators wieder eingerichtet.
- 1993–2002: Gerhard Glaser, 1994–1999 zudem Heinrich Magirius
- 2002–2019: Rosemarie Pohlack
- ab 1. August 2019: Alf Furkert[3]

## Schriften
- Mitteilungshefte/Jahrbücher des Landesamtes für Denkmalpflege
- Arbeitshefte des Landesamtes für Denkmalpflege
- Forschungen und Schriften zur Denkmalpflege
- Denkmaltopografien des Landesamtes für Denkmalpflege
- Sonderpublikationen des Landesamtes für Denkmalpflege